# Williamsburg (Kansas)
Williamsburg és una població dels Estats Units a l'estat de Kansas. Segons el cens del 2000 tenia 351 habitants.

## Demografia
Segons el cens del 2000, Williamsburg tenia 351 habitants, 139 habitatges, i 98 famílies. La densitat de població era de 398,6 habitants/km².
Dels 139 habitatges en un 33,1% hi vivien nens de menys de 18 anys, en un 48,9% hi vivien parelles casades, en un 14,4% dones solteres, i en un 28,8% no eren unitats familiars. En el 28,1% dels habitatges hi vivien persones soles el 13,7% de les quals corresponia a persones de 65 anys o més que vivien soles. El nombre mitjà de persones vivint en cada habitatge era de 2,53 i el nombre mitjà de persones que vivien en cada família era de 3,02.
Per edats la població es repartia de la següent manera: un 31,3% tenia menys de 18 anys, un 8% entre 18 i 24, un 26,5% entre 25 i 44, un 19,4% de 45 a 60 i un 14,8% 65 anys o més.
L'edat mediana era de 32 anys. Per cada 100 dones de 18 o més anys hi havia 82,6 homes.
La renda mediana per habitatge era de 23.393 $ i la renda mediana per família de 25.000 $. Els homes tenien una renda mediana de 21.354 $ mentre que les dones 21.364 $. La renda per capita de la població era de 10.451 $. Entorn del 18,2% de les famílies i el 17,4% de la població estaven per davall del llindar de pobresa.

## Poblacions properes
El següent diagrama mostra les poblacions més properes.